# Asiagomphus gongshanensis
Asiagomphus gongshanensis är en trollsländeart som beskrevs av Yang, Mao och Zhang 2006. Asiagomphus gongshanensis ingår i släktet Asiagomphus och familjen flodtrollsländor. Inga underarter finns listade i Catalogue of Life.